# Nabi Avcı

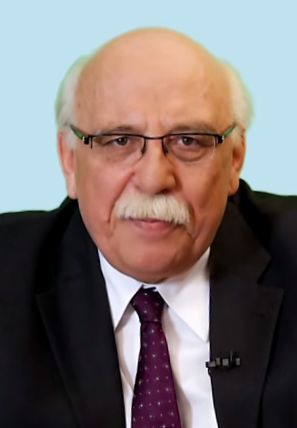
Nabi Avcı

Nabi Avcı (* 8. Oktober 1953 in Bilecik) ist ein türkischer Politiker der Adalet ve Kalkınma Partisi.

## Leben
Avcı studierte an der Politikwissenschaftlichen Fakultät der Technischen Universität des Nahen Ostens in Ankara. Sein Studium beendete er 1978. Den Doktortitel erlangte er 1986. Er lehrte Philosophie und Kommunikationssoziologie an der Anadolu-Universität in Eskişehir und an der Bilgi-Universität in Istanbul. 1986 war er als Autor an der Gründung der Tageszeitung Zaman und 1994 an der Gründung von Yeni Şafak beteiligt, für die er jahrelang schrieb und deren Chefredakteur er zeitweise war. Zudem arbeitete als Moderator für den Fernsehsender Kanal 7.
Er arbeitete ferner als Berater des Erziehungsministers und des Ministerpräsidenten. 2011 wurde er als Abgeordneter der AKP für Eskişehir in die Große Nationalversammlung der Türkei gewählt.
Avcı wurde am 24. Januar 2013 als Nachfolger von Ömer Dinçer Bildungsminister in der Türkei im Kabinett Erdoğan III. Zuvor war er Vorsitzender des Bildungsausschusses des Parlaments. Vom 24. Mai 2016 bis zum 19. Juli 2017 war er Minister für Kultur und Tourismus im Kabinett Yıldırım.
Avcı ist verheiratet und hat fünf Kinder.